# CapsLockキー

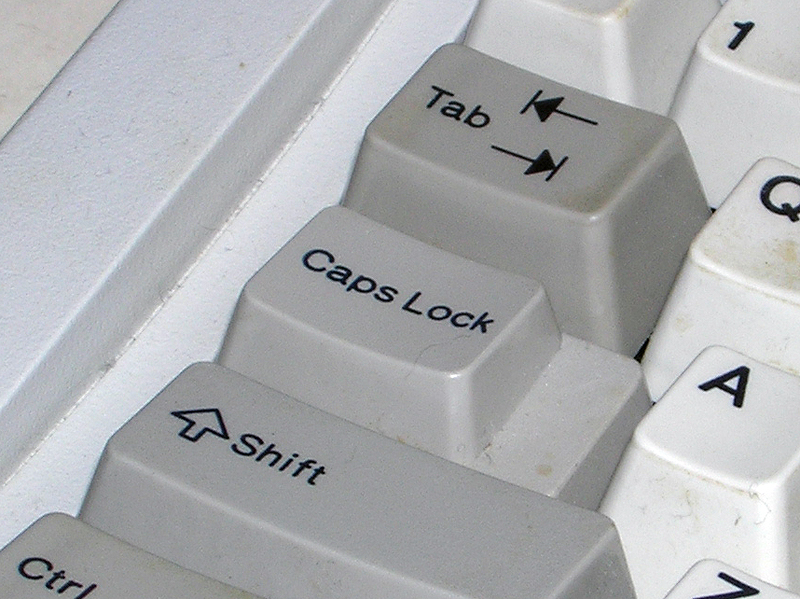
一般的なCapsLockキー。誤打鍵防止のため、意図的にキーの面積が狭められている。

CapsLockキー（キャプスロックキー、キャップスロックキー）またはCapital Lockキー（キャピタルロックキー）は、キーボード のキーの一つである。キーを押すことで状態の有効・無効を入れ替えられる。有効になっている時、アルファベットキーの打鍵が大文字の入力となる。
タイプライターの「シフトロック」機能に似たものと言えるが相違点も多い。以下では特にコンピュータ用キーボードのCapsLockキーについて解説する。

## 概要
CapsとはCapital lettersの略、すなわちアルファベットの大文字の意味である。たいていの場合、CapsLockキーが有効になっている時にシフトキーを押しながら文字キーを押すと、例えば「GNU Free Documentation License」のような文字列が「gnu fREE dOCUMENTATION lICENSE」のようになるなど、大文字と小文字が入れ替わって入力される（シフトキーと関係なく、ロック状態では常に大文字とするシステムもある。理由等はシフトキー#シフトロックとCapsLockの記述を参照のこと）。日本語入力システムが有効になっている時は、ひらがな入力からカタカナ入力になる事もある。シフトキーを押した時とほぼ同じ効果になるという意味ではシフトロックと同様である。しかし、その効果が文字キー（アルファベットを入力するキー）のみに限定され、数字・記号は通常と同じ入力となる点が異なる。
このキーのオン・オフの状態の保持は、キーボード側でハード的に行う場合と、コンピュータ本体側のオペレーティングシステム (のドライバ) でソフト的に行う場合がある。前者の場合、オンの状態でキー自体が押し下がった状態で固定するものもあれば、電子的に論理回路等でオンオフを保持するものもある。LEDなどによるインジケータが付いているものもある。インジケータは、前者のようにハードウェア的にトグル動作を実装しているものであればそれに直結しており、後者のようにソフトウェアで管理されているものであればソフト的に制御される。
バネが他のキーに比べ固めに作られたり、状態を入れ換えるにはシフトキーを押しながらCapsLockキーを押す必要があったりするなど、誤操作防止策がハードあるいはソフトでとられている場合がある。

## キーボード上の位置
多くの国のPC/AT互換機用キーボードではCapsLockキーはAキーの左隣にあり、その2つ下にコントロールキーがある。ただし日本で一般的なOADG 109キーボード（JISキーボード）ではAキーの左隣は英数キーであり、CapsLockは⇧ Shift+英数に移されている。
一方、コントロールキーを多用するワークステーション端末や、MacやiPad用日本語キーボード（Apple Keyboard）などでは、コントロールキーを押しやすいようCapsLockキーと位置が逆の場合が多い
（コントロールキー#キーの位置も参照のこと）。
PC/AT互換機用でも、Happy Hacking Keyboardなどそのような配列になっているキーボードやコントロールとCapsLockを交換可能なキーボードなどもある。
また大抵のOSでは両者を入れ替えたり、CapsLockキーを無効にする手段が用意されている。

## 現代における存在意義
CapsLockキーは、度々その位置や存在意義に疑問が持たれている。
1878年1月発売のレミントンNo.2タイプライターは、「Upper Case」キーで大文字に切り替え、「Lower Case」キーで小文字に切り替えるタイプライターだった。この「Upper Case」キーがCapsLockキーの原型だとされる。「Lower Case」キーが無くなりシフトキーに代わってからも、タイトルやトップページ等の大文字が長く続く部分をタイピスト（タイプライターを打つ専門の職業）が入力する際に、手動でシフトキーを押し続ける労力を省くためCapsLockキーとして継続した（タイプライターのキーは打鍵が直接印字となるため、コンピュータのそれと比べればピアノのように重いキーであった）。しかし近年はスモールキャピタルを用いたり、章のヘッダーを一度しか入力しないなど近代的な組版方式の増加により（またキーボードの荷重が非常に軽くなったこともあり）、CapsLockキーの存在価値は下がっている。
英語圏では、インターネット上、特にチャットやユーズネット等での大文字小文字の区別はあまり重要視されず、大声で叫んだり喚いたりといったことを表現したい時に大文字が使われる（オールキャップスを参照）。より実用的な観点から言えば、大文字の連続は可読性が悪いということもある。大文字を極端に使いすぎるユーザは「CapsLockを解除すべきでしょう」と言われるかもしれない。また、文章の見栄えを考慮しない初心者ではないかと疑われてしまうことにもなる。
ケースセンシティビティ（大文字と小文字を別物として区別すること）が重要な場面で、問題の原因となることもある。ユーザネームとパスワードの入力、といった場面でユーザネームは通常通りのエコーバックがあるが、パスワードは伏せられる場合が多く確認できないため、CapsLockキーがオンになっていないかどうか確認して下さいといった意味の警告がユーザに発せられるようにされていることがある。また、FAQページや説明書までにもこのようなマイナーかつ簡単に解決出来る問題を載せている場合がある。
しかし、一方でFORTRANのような古いプログラミング言語や、MS-DOSのコマンド名などは大文字が正規であり、ケースセンシティビティに気を払うべきだというならそれらへの入力は大文字であるべきである。そういった時にはCapsLockキーは無用どころか事実上必需品となる。
2006年に、Foundation for a Free Information Infrastructureの会長ピーター・ヒンチェンスは、スタンダードキーボードからCapsLockキーを撲滅するためのキャンペーンを開始した。一部のメーカーはCapsLockキーの無いキーボードを販売しているが、依然として大多数のキーボード上にはCapsLockキーが存在し続けている。また、Colemak配列などの、CapsLockキーが存在せず、その位置にバックスペースが割り振られている配列も考案されている。
反論としては、指に障害があるなどハンディがあるユーザーには、複数のキーを同時に押すこと（コンビネーションキー）は手間がかかる場合があり、特に通常の文字入力時には最小限にしたいが、CapsLockキーをON/OFFにすることで、Shiftキーを併用せずに大文字/小文字が入力できる。

## 脚註
1. ↑  橋本新義 (2020年12月19日). “Aの左にある「CapsLock」キーは本当にいらない子？”. ITmedia NEWS. 2024年2月19日閲覧。
2. ↑  和田英一『個人用小型キーボードへの長い道』
3. ↑  ぷらっとホーム『Mini Keyboard III シリーズ』等。
4. ↑  X Window Systemで［Ctrl］と［Caps Lock］キーを入れ替えるにはやw2k:カスタマイズを参照。
5. ↑  Xのキーマップを変更したいんだけど
6. ↑  Weekly "Keyboard World" 7. Capitals lock
7. ↑  安岡孝一、安岡素子『キーボード配列 QWERTYの謎』、東京、NTT出版、2008年3月、ISBN 978-4-7571-4176-6。
8. ↑  Williams, Thomas R. (2000). "Guidelines for Designing and Evaluating the Display of Information on the Web". Technical Communication 47 (3): 383–396.
9. ↑  CAPSoff.org
10. ↑  Colemak keyboard layout: ergonomic, fast and easy to learn QWERTY/Dvorak alternative